# Lux – Krieger des Lichts
Lux – Krieger des Lichts ist ein deutscher Kinofilm und das Regiedebüt des Mainzer Regisseurs Daniel Wild. Wild entwickelte das Drehbuch im Rahmen des Nürnberger Drehbuchstipendiums, welches die Stadt Nürnberg und der Bayerische Rundfunk gemeinsam vergeben. 2015 wurde es auf dem 44. Internationalen Studenten-Filmfestival Sehsüchte in Potsdam-Babelsberg in der Kategorie Schreibsüchte als bestes Drehbuch ausgezeichnet. Der Film ist eine Produktion der Mixtvision Mediengesellschaft München in Co-Produktion mit dem Bayerischen Rundfunk. Der Kinostart erfolgte am 4. Januar 2018. Auf den Internationalen Hofer Filmtagen erhielt er 2017 den Heinz-Badewitz-Preis für das beste Regiedebüt.

## Handlung
Der junge Mann Torsten Kachel möchte in Berlin Gutes tun. Dazu bastelt er sich ein Superheldenkostüm. Dieses besteht neben einer Maske und einem Cape unter anderem aus Motorradhandschuhen, deren Fingerspitzen abgeschnitten sind, da man laut Lux als Superheld Fingerspitzengefühl benötigt. Lux hilft Obdachlosen, indem er Drogerieartikel für sie einkauft oder bei einer Bäckerei nicht verkaufte Waren containert. Als er erfährt, dass die Towo Immobilien Gesellschaft langjährige Mieter aus den Berliner Plattenbauten vertreiben möchte, um den Profit zu steigern, organisiert er Demonstrationen. Diese kann er auf Grund seiner Maskierung nicht mit zu Ende begleiten, da die Polizei ihn wegen des Vermummungsverbotes vernimmt. Jan Zogg und Lina Peschke wittern ihren Durchbruch als Filmemacher eines Dokumentarfilms über den Superhelden Lux und stellen das Konzept bei der von Holger Brandt geleiteten Medienfirma „Brandt – Neue Medien“ vor.
Brandt ist zunächst etwas skeptisch, erkennt aber das Potential der Person hinter der Figur von Lux. Er sieht in Torsten einen Freak, über dessen Naivität und Unbeholfenheit Menschen sich amüsieren könnten. Mit ein wenig Scripted Reality, von der Lux nichts zu wissen brauche, könne man sicherlich dafür sorgen, dass das Format in den Massenmedien Zuspruch erfährt. Nach dem Treffen äußert Lina gegenüber Jan ihre ethischen Bedenken über die mögliche Zusammenarbeit mit Holger Brandt. Sie hat den Eindruck, dass das geplante Format den Interessen und der Intention von Lux nicht gerecht wird. Sie lässt sich jedoch von Jan umstimmen, der seine Freude darüber, einen Produzenten gefunden zu haben, sehr deutlich äußert. Lux wird von Jan zusätzlich mit einem Action-Camcorder ausgestattet, sodass seine Heldentaten stets aus erster Perspektive aufgezeichnet werden können.
Das Team zeichnet mehrere recht unbeholfene Versuche von Lux auf, Gutes zu tun. Zum Beispiel wird er beim Containern erwischt und weggeschickt, da es sich um Diebstahl und eine Straftat handelt. In einer anderen Szene wird der Obdachlose Alan, ein Bekannter von Lux, aus einem Laden geworfen. Als Lux Alan für seine Demo für mehr bezahlbaren Wohnraum gewinnen möchte, wird er von Alan vorgeführt. Dieser betont, dass man im Leben nichts geschenkt bekomme, und untermauert seine Ansicht dadurch, dass selbst Lux in diesem Moment keinen Euro für ihn übrig habe. Auf der Straße wird Lux auf Grund seiner Maskierung von Passantinnen ausgelacht. Von der Table-Dancerin Kitty, die eine ähnliche Maske trägt wie Lux, erhält er eine Visitenkarte und Einladung in den Club, in dem sie arbeitet. Die vermeintlichen Heldentaten von Lux werden umrahmt von Szenen, in denen Lux über seine guten Intentionen spricht. Außerdem wird die Mutter von Lux immer wieder zu den Taten ihres Sohnes befragt und scheint diesen dabei eher zu blamieren. Das Produktionsteam und auch Holger Brandt sind mit den bisherigen Ergebnissen nicht zufrieden, da sie nicht reißerisch bzw. interessant genug seien. Jan schlägt vor, Lina in kurzer Kleidung über die Berliner Straßen zu schicken, damit sie sexuell belästigt werde und Lux daraufhin sein Heldenpotential zeigen könne. Lina äußert ihren Unmut über diese Idee. Lux schlägt als Kompromiss vor, dass Jan sich in derartiger Aufmachung in Berlin präsentieren könne. In seiner Verzweiflung, reißerisches Material zu bekommen, lässt Jan sich – jedoch ohne Erfolg – auf den Vorschlag von Lux ein.
Die Versuche des Teams, interessantes und verwertbares Material zu erhalten, bekommen eine Wendung, als Lux einen Überfall auf der Straße sieht und mutig den Täter in eine Nebengasse verfolgt. Der Täter kann jedoch in einem Hinterhof entwischen und kommt mit Wachhunden wieder aus einem Verschlag. Lux ist erschrocken, sackt zusammen und uriniert vor Schreck in die Hose. Der Täter findet das amüsant. Mit seinem Handy filmt er sich selbst mit dem maskierten Lux und stellt das Video unter dem Titel Wetman auf Youtube. Hierdurch wird Lux über Nacht zum viralen Gespött der Nation. Selbst die Arbeitskollegen bei Torstens Tagesjob als Arbeiter in einem Lagerhaus, die ihn hinter der Maske von Lux nicht erkennen, machen sich über dieses Video in Torstens Beisein lustig. Holger Brandt erkennt die Gelegenheit, die Bekanntheit zu nutzen, und organisiert für Lux ein Interview mit der Webvideo-Produzentin Joyce Ilg, die sich im Film selbst spielt. Lux ist skeptisch und merkt, dass er eigentlich nicht an Popularität gewinnen will, da seine Aktivitäten als Superheld aus seinem Inneren motiviert sind. Er lässt sich aber durch ein neues, professionell designtes Superhelden-Kostüm sowie die Schmeicheleien von Holger Brandt überreden an dem Interview teilzunehmen. In ihrem – nur im Film existierenden – Format #JoyceRide macht sie mit Lux eine Spritztour durch Berlin, wo sie ihm sogar ohne vorherige Absprache mit einer Wasserpistole zwischen die Beine in den Schritt spritzt. Lux bleibt trotz der erneuten Blamage freundlich und hat auch Gelegenheit, von seinen Tätigkeiten gegen die Towo Immobilien Gesellschaft zu berichten. Am Ende der Autofahrt mit Joyce stürmen von Holger Brandt beauftragte Statisten auf Lux zu und verlangen Autogramme und Selfies mit ihm. Die Immobiliengesellschaft befürchtet in Folge des Interviews eine Beschädigung des eigenen Images und sieht von ihren Gentrifizierungsplänen ab. Lux’ Erfolg steht in der Zeitung und seine Mutter ist stolz auf ihn. Gemeinsam mit den Filmemachern wird die Tatsache gefeiert, dass auch sie nun gemeinsam mit Lux in ihrer Wohnung bleiben kann.
Holger Brandt meint gegenüber dem Produktionsteam, dass etwas mehr Erotik noch jedem Format geholfen habe. Das Team beschließt Kitty aufzusuchen. Mit ihr und Lux in den Hauptrollen wird ein Rap-Song aufgenommen und ein Musikvideo gedreht. Holger Brandt ist begeistert. Jedoch fehlt ihm immer noch das entscheidende „Etwas“. Er schlägt vor, dass man die Figur Lux erweitern könnte zu „Lux und Kitty – Krieger des Lichts“. Kitty gefällt es, an Musikvideos teilzunehmen und mediale Aufmerksamkeit zu erhalten; sie hat jedoch kein Interesse daran, mit Lux nachts durch die Straßen zu ziehen und Superheldin zu spielen. Ohne die Beteiligung von Kitty ist das Format immer noch nicht reißerisch genug. Jan lässt Lux einen anonymen Tipp zuspielen, jemanden zu einer bestimmten Zeit auf einem Schrottplatz zu beobachten. Lux sucht diesen Ort mit Lina und deren Kameramann auf, wo er von dem anonymen Tipp berichtet. Tatsächlich erscheint eine Person, die auf dem Schrottplatz einbricht und einen Gegenstand aus dem Kofferraum eines Autos entwendet. Lux verfolgt und stellt die Person, die sich als Lux’ obdachloser Freund Alan entpuppt. Es stellt sich heraus, dass der Freund aus finanzieller Not einen Auftrag einer unbekannten Person angenommen hat ein Kuvert aus dem Auto zu holen und an jemanden zu übergeben. Die Gruppe bemerkt jedoch, dass der Inhalt des Kuverts aus Kokain besteht. Alan beteuert, davon nichts gewusst zu haben. Es macht sich Panik in der Gruppe breit, und die Polizei erscheint, obwohl sie augenscheinlich niemand alarmiert hat. Lux wird erneut in den Berliner Medien als ein wahrer Held gefeiert, da es so aussieht als hätte er einen Kokaindealer aufgespürt. Jedoch ist er innerlich zerrissen, da wegen der eigenen Heldentaten nun ein Freund von ihm – vermutlich unschuldig – im Gefängnis ist. Jan schneidet ein Video von Lux’ vermeintlich heldenhaftem Einsatz auf dem Schrottplatz. Lina bemerkt, dass darin Bilder vorkommen, die sie und ihr Kameramann nicht gedreht haben können. Sie stellt Jan zur Rede und beschuldigt ihn, er sei der anonyme Hinweisgeber an Lux gewesen und habe die ganze Situation fingiert. Er habe sogar zu verantworten, dass ein Freund von Lux im Gefängnis sitze. Jan argumentiert, dass der Obdachlose im Knast bessere Überlebenschancen habe als im Winter auf der Straße. Er signalisiert damit, dass es ihm egal sei, wie es Lux damit geht. Lina, deren moralische Grenzen bereits mehrfach überschritten wurden, beendet die Zusammenarbeit mit Jan und sucht sich einen Gelegenheitsjob in einem Kinderheim. Lux besucht seinen Freund im Gefängnis und erkundigt sich, wie er klar käme. Der Freund ist über Lux massiv verärgert, bekommt einen Tobsuchtsanfall und wird von den Wärtern zurück in die Zelle gebracht.
Jan hat durchaus Gewissensbisse, lässt sich aber von Holger überzeugen, dass das Format um die Figur Lux vor dem großen Durchbruch stehe und jetzt weiterzumachen sei, da sonst alles umsonst gewesen wäre. Lux besucht Kitty im Strip-Club, wo sie auch als Prostituierte arbeitet. Lux soll sich mit ihr amüsieren. Die beiden verbringen in einer Kabine Zeit miteinander und unterhalten sich. Lux lässt sich jedoch nicht verführen. Vielmehr zeigt er Interesse an der Person hinter Kitty. Es entsteht eine platonische Beziehung zwischen den beiden. Lux, der immer noch unter den Folgen der Aktion auf dem Schrottplatz leidet, stellt sich erneut die Frage, ob das ganze Projekt so noch sinnvoll sei. Er zieht sich mehr und mehr zurück. Holger Brandt macht Jan erneut Druck, dass das Platzen dieses Projektes zum aktuellen Zeitpunkt unerfreulich wäre. Lux ignoriert die Anrufe von Jan, stellt aber fest, dass seine Mutter ihm auf den Anrufbeantworter gesprochen hat. Sie sei wegen ihrer Lungenbeschwerden übers Wochenende in ein Krankenhaus gegangen. Sie hatte sich zuvor, obwohl sie Blut hustete, stets geweigert, sich ärztlich untersuchen zu lassen, was Lux in der Vergangenheit schweren Herzens respektierte. Als Lux seine Mutter im Krankenhaus besuchen möchte, erfährt er dort, dass sie gestorben ist. Lux zieht sich in seiner Trauer noch weiter zurück und Jan wird nervös, vor allem, da Lina immer mehr Einfluss über Lux zu gewinnen scheint. Er plant, in dem Kinderheim, in dem sie jobbt, als Superheld aufzutreten und so den Kindern eine Freude zu machen. Lux geht mit Blumen in den Strip-Club und möchte Kitty überraschen. Im Parkhaus des Clubs versucht Jan, ihn zurückzuhalten. Doch Lux hält an seinem Plan fest und sieht, wie Kitty mit ihrem Chef im Auto Sex hat. Lux ist erschüttert und läuft weg.
Später hört er seinen Anrufbeantworter ab und erfährt von Kitty, dass ihr Chef sie zur Prostitution zwinge und sie die Hilfe von Lux benötige. Lux reagiert umgehend und sucht den Strip-Club auf. Er durchsucht das Büro des Besitzers und wird von diesem mit einer Pistole überrascht. Der Besitzer beteuert, dass er alle Damen mit übertariflichen Arbeitsverträgen beschäftigte und dass die Nebenverdienste durch Prostitution alleine auf Grund des Wunsches der Damen von ihm geduldet würden. Er zeigt Aufnahmen von Kitty, die ein schweres Kokain-Problem zu haben scheint. Der Club-Besitzer stellt es so dar, dass sie sich prostituiere, um ihre Drogensucht zu finanzieren. Die Situation in seinem Auto wäre entstanden, weil sie ihn verführt und dabei 300 Euro aus seiner Geldbörse gestohlen habe. Aus diesem Grund müsse er sie jetzt auch entlassen. Im Laufe des Gespräches mit Lux gibt er diesem mehrere Drinks aus, die anscheinend K.-o.-Tropfen beinhalten. Kurz bevor Lux einschläft, wird er mit einer mutmaßlich auf Grund eines Drogenrausches völlig überdrehten Kitty zusammengebracht. In der nächsten Szene wacht Lux zu Hause auf und ist sichtlich irritiert über das, was am vorigen Abend passiert ist. Es klingelt an der Türe, Kitty tritt ein und begrüßt ihn mit einer Ohrfeige. Lux ist irritiert. Sie zeigt ihm Fotos einer Überwachungskamera, auf denen sie von einer Person in Lux-Maskierung vergewaltigt wurde, nachdem sie durch K.-o.-Tropfen willenlos gemacht worden war. Lux betont, dass nicht er die Person auf den Fotos sei und Derartiges nicht tun würde. Kitty glaubt ihm nicht, bezeichnet ihn als „kranken Spinner“ und verlässt aufgebracht die Wohnung. Lux versucht, sich mit einem Teppichmesser das Leben zu nehmen und wird von Jan entdeckt, der nun zum ersten Mal merkt, dass das Reality Docutainment Format aus dem Ruder läuft. Lux probiert ein zweites Mal sich umzubringen, indem er versucht sich am Plafond seiner Wohnung zu erhängen. Er wird jedoch von Holger Brandt entdeckt, der ihn im letzten Moment retten kann. Es kommt zum Streit. Lux gibt Holger eine Ohrfeige, verschwindet und bleibt für den Rest des Films verschollen. Holger Brandt hatte wohl die komplette Wohnung von Lux mit versteckten Kameras ausgestattet. Er bringt auch Kitty zurück, die sich freut, in dem erfolgreichen Format vor der Kamera mitspielen zu dürfen. Er heuert eine andere Person an, die im Lux-Outfit einen Selbstmordversuch – gleichfalls durch Erhängen – fingiert, aber in der gestellten Szene von Kitty abgehalten wird. Es kommt zu einem Kuss, und die beiden gründen endlich das Team Lux und Kitty Krieger des Lichts.
Jan, der versucht, Lux in seiner Wohnung aufzusuchen, sieht noch die Reste von Lux’ Versuch, sich zu erhängen. Da er keine Leiche sieht, weiß er nicht, ob der Versuch erfolgreich war. Er stellt aber fest, dass die Wohnung voll mit versteckten Kameras ist und dass Holger Brandt schon längst die Produktion des Formates übernommen hat. Holger Brandt findet einen Käufer der Serie und hat auch Jan zu einer internen Premierenfeier eingeladen. Jan erscheint auf der Feier, und als dort auf der Bühne Kitty und Lux auftreten, ist er erleichtert, den verschollen und sogar tot geglaubten Torsten zu sehen. Doch aus der Nähe muss er erkennen, dass es sich um einen Schauspieler handelt, der den maskierten Lux spielt. Jan will Holger Brandt zur Rede stellen und wissen, was in der Wohnung von Lux wirklich passiert ist. Jans Kameramann gelingt es, aus Holger Brandts Büro eine USB-Festplatte mit einem Teil des Filmmaterials der versteckten Kameras zu entwenden. Es lässt sich jedoch kein belastendes Material über die Vorgänge in der Wohnung von Lux finden, und Holger Brandt kann nicht nachgewiesen werden, dass dieser einiges fingiert hat. Der Film endet, wie er begonnen hat: mit einem Webvideo, welches unter 100 Aufrufe hat, in dem der zerstreut und verzweifelt wirkende Kameramann Marek seine Geschichte erzählt und nach Lux sucht. Es wird der Eindruck erweckt, als würde ein erfolgloser Kameramann Verschwörungstheorien über ein erfolgreiches TV-Format im Netz verbreiten. Im Abspann wird eine Sequenz über eine Foodsharing-Initiative gezeigt, bei der Torsten Kachel, der echte Lux, kurz als Helfer zu sehen ist.

## Kritik
„Der deutsche Film ‚Lux – Krieger des Lichts‘ stellt das Genre gekonnt auf den Kopf. Einen lustigeren und liebenswerteren Superhelden bekommt man derzeit nicht im Kino geboten.“

„Wilds Satire macht einen Heidenspaß, weil sie sich nie in den allzu grellen Witz verirrt – wie das etwa Dietrich Brüggemanns ‚Heil‘ tat – und der Regisseur eine gute Beobachtungsgabe offenbart, was die Mechanismen einer sensationsheischenden Unterhaltungsindustrie angeht.“

## Auszeichnungen
- 2015: Gewinner des Schreibsüchte-Preises beim 44. Internationalen Studenten-Filmfestival Sehsüchte in Potsdam-Babelsberg
- 2017: Gewinner des Heinz-Badewitz-Preises für das Beste Regiedebüt bei den 51. Internationalen Hofer Filmtagen[5]